# Ружомберок (футбольний клуб)
«Ружомберок» (словац. MFK Ružomberok) — словацький футбольний клуб з міста Ружомберок.
Традиційні кольори клубу та прапору міста білий, жовтий та червоний. У 2005 році новий спонсор Mondi Business Paper SCP представив нову форму білого, помаранчевого та чорного кольорів. Найбільше досягнення клубу — перемога 2006 року в чемпіонаті та Кубку Словаччини.

## Історія
Перші зачатки в історії футбольного клубу МФК Ружемборек приводять нас до 1902-1903 рр., які пов'язані значною мірою з італійськими робітниками. Перший футбольний клуб було засновано 1906 року під назвою «Конкордія». Однак, після початку Першої світової війни клуб припинив своє існування. 1 травня 1918 року було засновано інший клуб під назвою Спортивний клуб Вікторія. Клуб під назвою СК Ружомберок вперше з'явився 1927 року. Вдалі виступи клубу вивели його до Вищої ліги Словаччини з футболу.
Окрім СК виник інший футбольний клуб — ЄН РТЗ Ружомберок, який незабаром став його принциповим суперником. Ці два клуби після декількох років суперництва 1948 року були об'єднані в один — Сокіл СБЗ Ружомберок. 1953 року Сокіл перейменовується в Іскру Ружомберок, який в підсумку перемагає в регіональних змаганнях та переходить до другого дивізіону. Клуб, зрештою припиняють розвивати, щоб дати поштовх для створення клубу Слован.
В 1957 році міські футбольні клуби знову об'єднують під назвою TJ Ружемборок. Клуб повернувся до другого дивізіону в 1962 році. За підсумками сезону 1969/70 під керівництвом тренера Д. Кряка клуб вийшов до Словацької національної ліги. Інша криза команди відбувається в 70-х, коли вибуває до нижчого дивізіону. У 1981 році під керівництвом Д. Гаспра клуб повертається до національної ліги.
У вересні 2009 року клуб «Ружомберок» підписав найкращого бомбардира Першої ліги України 2009 форварда луцької «Волині» Олександра Пищура.

## Досягнення клубу
- Чемпіон Словаччини: 2006
- Володар Кубка Словаччини (2): 2006, 2024

## Виступи в єврокубках
| Сезон   | Турнір           | Раунд | Суперник  | 1 матч | 2 матч | Підсумок |
| ------- | ---------------- | ----- | --------- | ------ | ------ | -------- |
| 2001—02 | Кубок УЄФА       | Q     | Білшина   | 3–1    | 0–0    | 3–1      |
|         |                  | 1R    | Труа      | 1–6    | 1–0    | 2–6      |
| 2006—07 | Ліга чемпіонів   | 2Q    | Юргорден  | 0–1    | 3–1    | 3–2      |
|         |                  | 3Q    | ЦСКА      | 0–2    | 0–3    | 0–5      |
| 2006—07 | Кубок УЄФА       | 1R    | Брюгге    | 0–1    | 1–1    | 1–2      |
| 2017–18 | Ліга Європи УЄФА | 1Q    | Воєводина | 2–0    | 1–2    | 3–2      |
| 2017–18 | Ліга Європи УЄФА | 2Q    | Бранн     | 0–1    | 2–0    | 2–1      |
| 2017–18 | Ліга Європи УЄФА | 3Q    | Евертон   | 0–1    | 0–1    | 0–2      |
| 2019–20 | Ліга Європи УЄФА | 1Q    | Левські   | 0–2    | 0–2    | 0–4      |

- Домашні ігри виділено жирним шрифтом